# エロティ課 誘惑研修はじまるよ〜 〜しごいちゃうから覚悟なさい!〜
『エロティ課 誘惑研修はじまるよ〜♥ 〜しごいちゃうから覚悟なさい!〜』（エロティか ゆうわくけんしゅうはじまるよ〜 しごいちゃうからかくごなさい!）は、2012年6月29日にアトリエかぐや Honky-Tonk Pumpkinから発売されたWindows XP/Vista/7用の18禁恋愛アドベンチャーゲームである。

## あらすじ
就職難航が飛び交う近年の日本を舞台に、春から社会人1年生となる新入社員の主人公・市原卓哉は、「違う部署を見回るのも勉強」という、その会社の新方針で今年の新入社員からどこか1つ違う部署に一定期間研修することになった。市原の配属となった研修先の部署は、なんとほぼ全員女性社員の部署であり、性を強調する水着を開発する場所であった。

## 登場人物
市原卓哉（いちはら たくや）
本作の主人公。社会人1年生の新人社員。大学・経営学科を卒業後、父のコネで父の高校時代の後輩が人事部を勤めている大手のアパレル商社に入社して、志望していた経理課に配属になったが、その会社の新方針により、4月1日付けで企画開発部デザイン係分室に半年間の研修に携わることになる。入社早々、女性社員からの性的誘惑の女難に遭いながらも、仕事を覚えることに奮闘する。
回想によれば、地元の方言は播州弁訛りで喋っている場面がある。
鳥野すぐみ（とりの すぐみ）
声 - 芹園みや
企画開発部の係長。市原の社員寮の隣に住んでいる女上司で、お姉さん的な存在。性的にはオープン。
三倉麻美（みくら まみ）
声 - 三十三七
開放的でおっとりした性格の女上司。巨乳で常にノーブラでいる。
峰永杏奈（みねなが あんな）
声 - 青井美海
悪戯好きでS気質の女上司。市原が社内のトイレで出会い、確信犯的な言動でクンニを強要する。麻美によれば、遅刻した者は杏奈にいやなあだ名をつけられるという。
秋山遊佳（あきやま ゆうか）
声 - 茶谷やすら
セクシーで大胆な性格の女上司。仕事は有能。市原を誘惑してセックスを堪能する。

## スタッフ
- シナリオ - 七央結日、須々木鮎尾、七歌
- 原画 - 坂上海、有栖川千里